# Дойч, Людвиг
Людвиг Дойч (нем. Ludwig Deutsch, 13 мая 1855[…], Вена — 9 апреля 1935, Париж) — художник-ориенталист, уроженец Австрии, постоянно проживавший во Франции.

## Биография
Родился в состоятельной еврейской семье. Образование получил в Венской академии художеств под руководством Ансельма фон Фейербаха. С 1875 года жил в Париже, где совершенствовал свои навыки под руководством Жан-Поля Лорана. 
В Париже Дойч познакомился с художниками Артуром фон Феррари, Жаном-Батистом Дискартом и Рудольфом Эрнстом, которые стали его друзьями на всю жизнь. Начинал как исторический живописец, в 1885 году впервые посетил Египет и с тех пор писал ориентальные жанровые сцены (в общей стилистике с Эрнстом и Дискаром). Совершил как минимум пять путешествий в Страну пирамид. Сюжетно большинство его картин представляют собой идеализированные изображения сценок из повседневной жизни Каира конца XIX века. В 1900 году был удостоен золотой медали на Всемирной выставки в Париже.
В 1919 году принял французское гражданство.

## Галерея

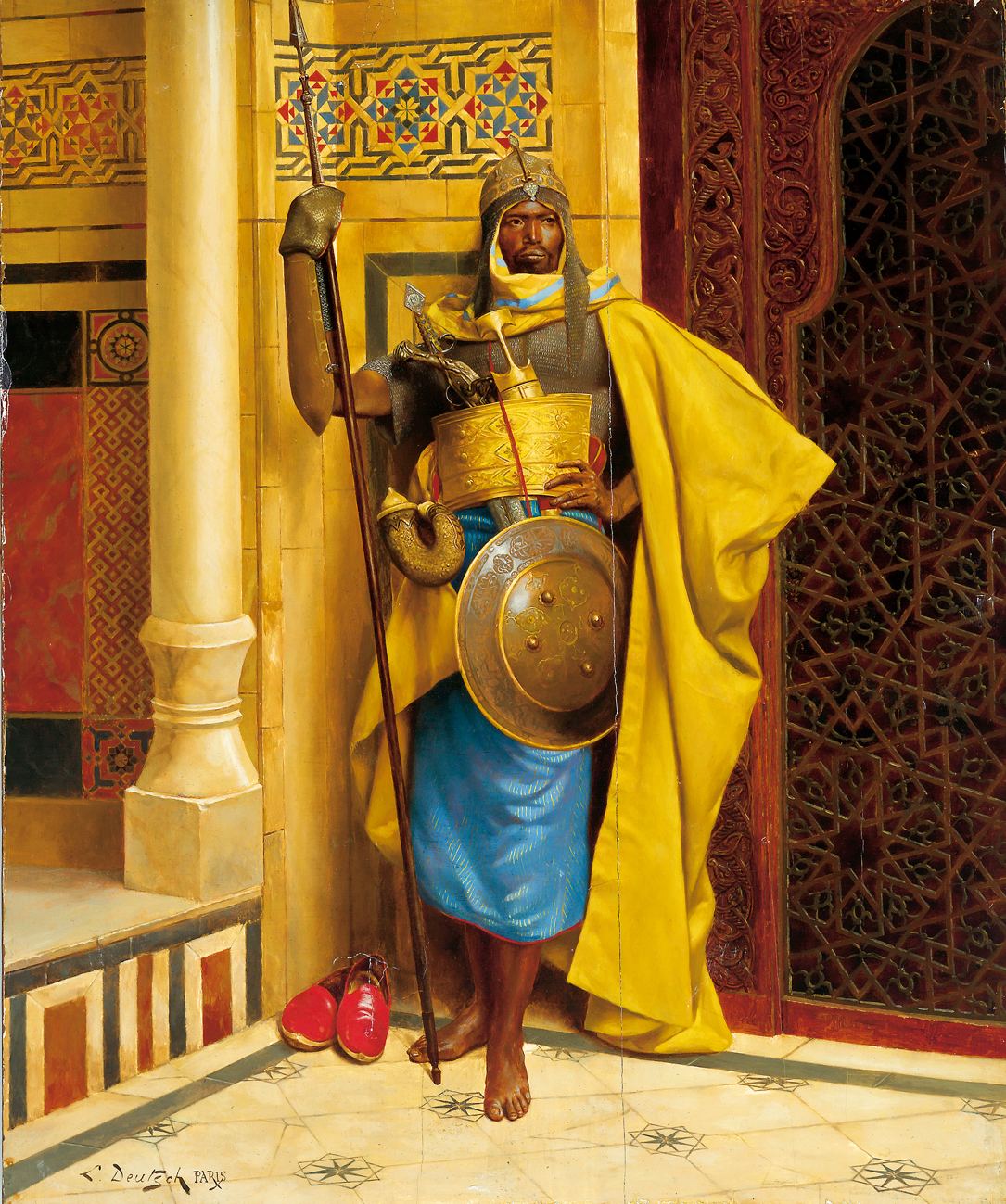
Страж дворца
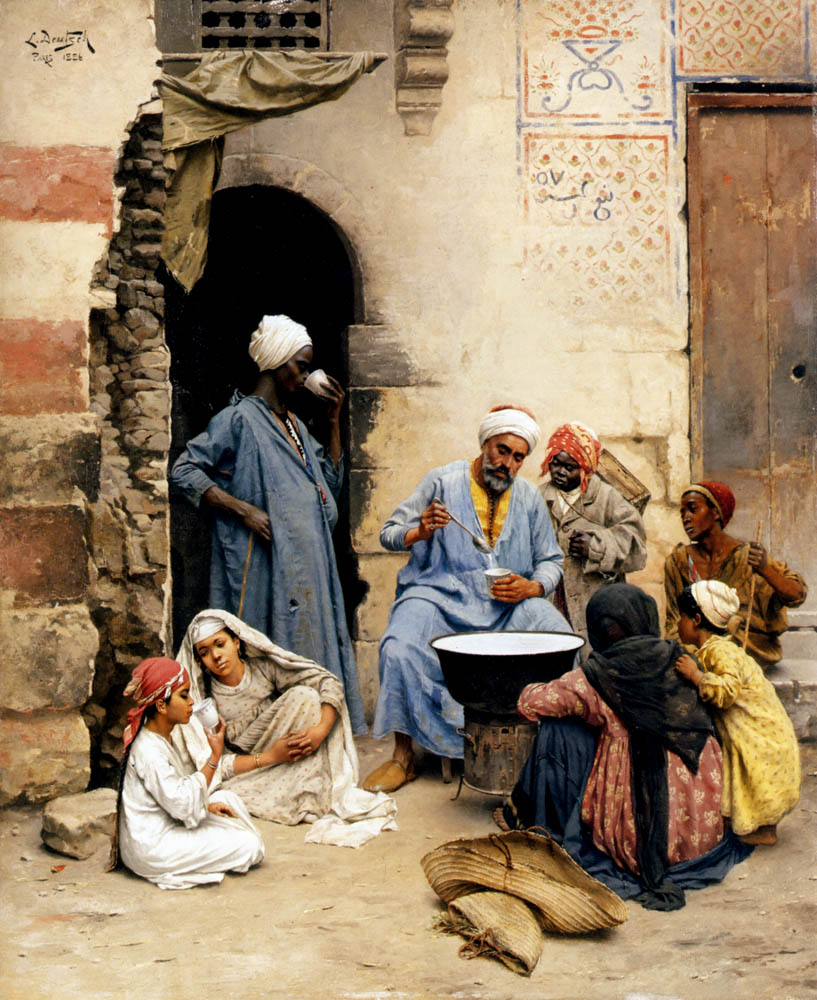
Трапеза с салепом
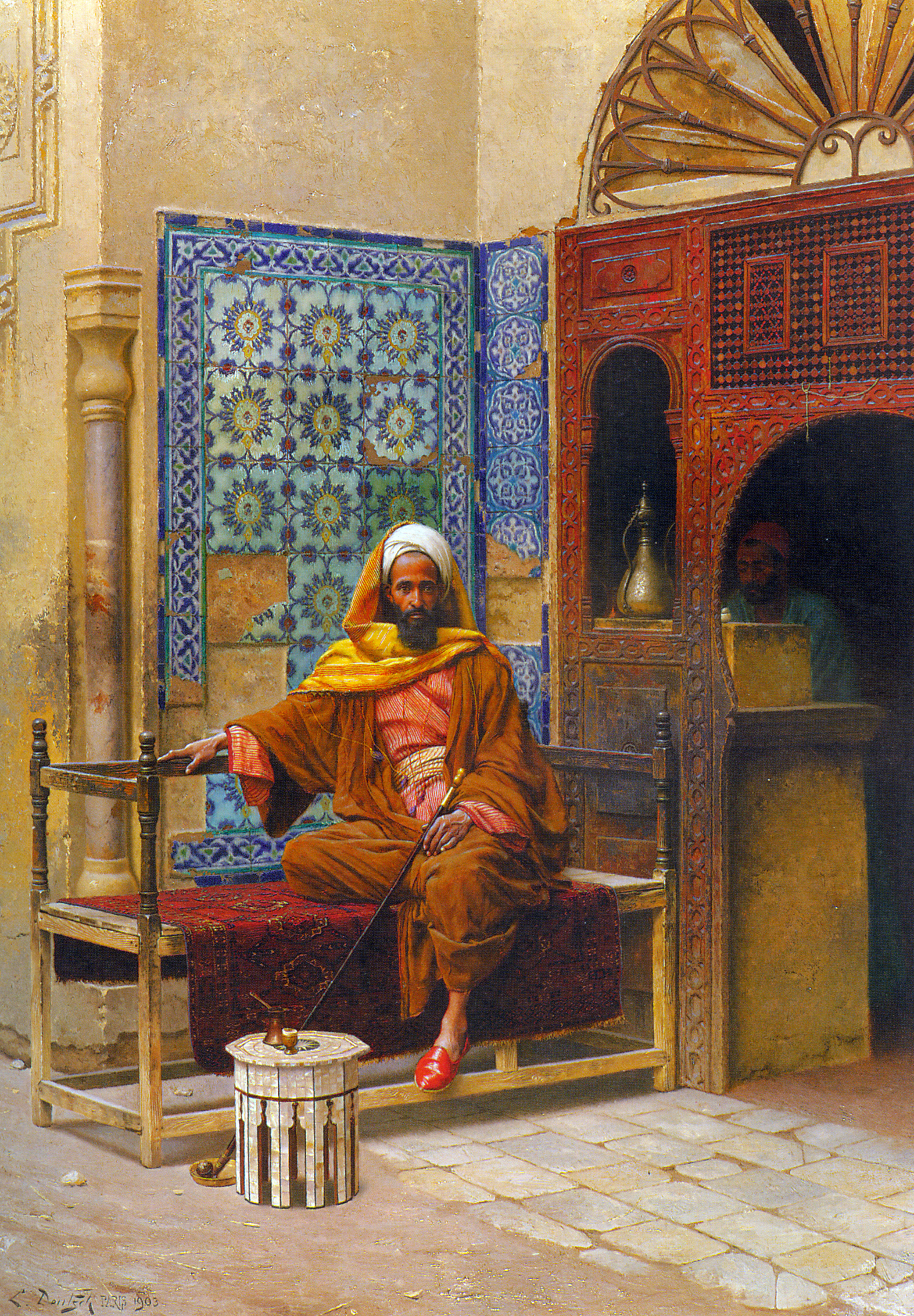
Курильщик
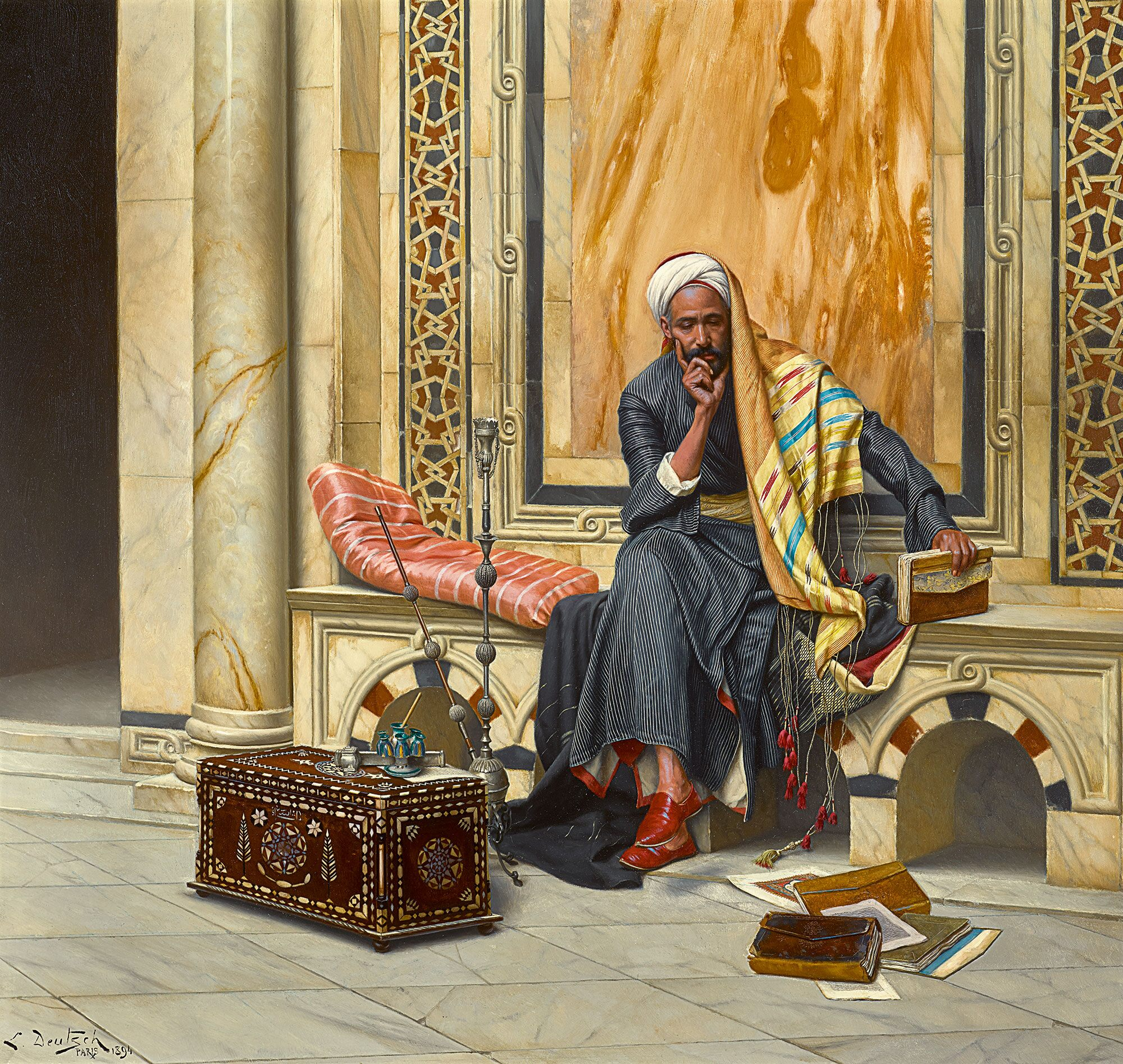
Писец
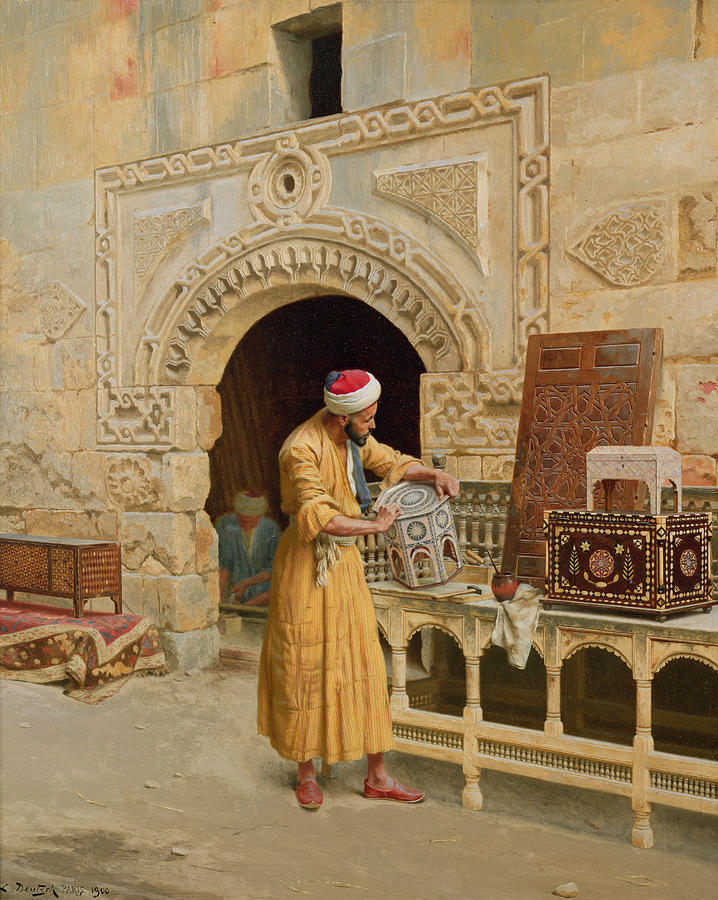
Мебельщик
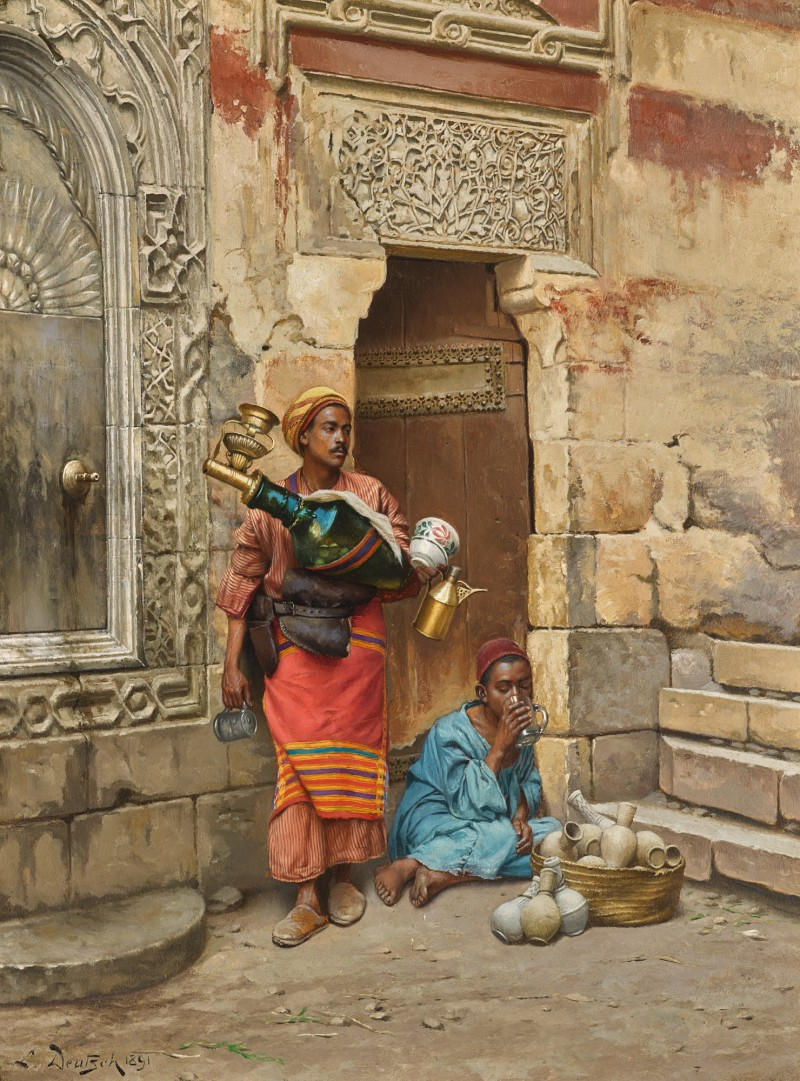
Продавец воды
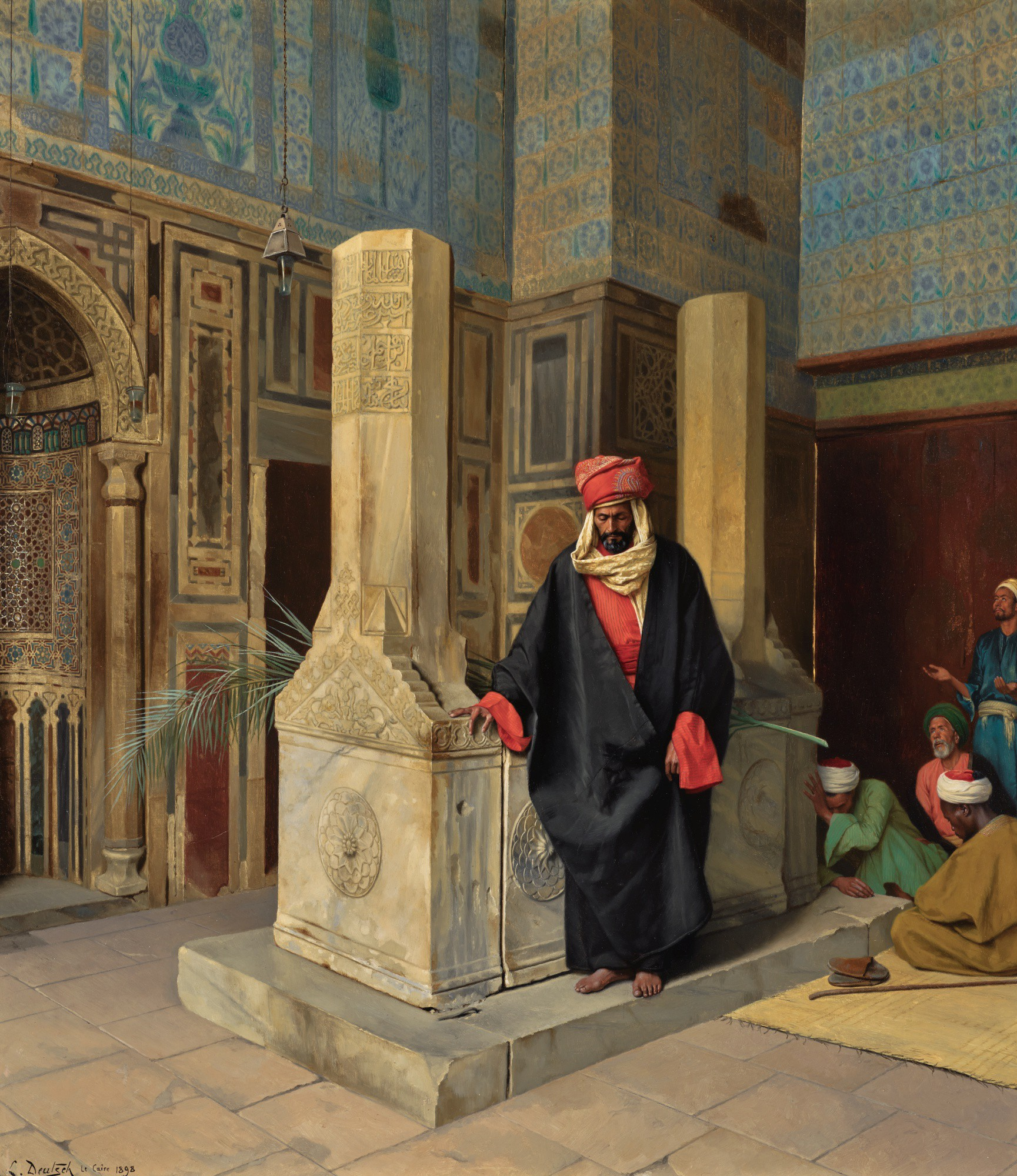
Сцена в Голубой мечети Каира
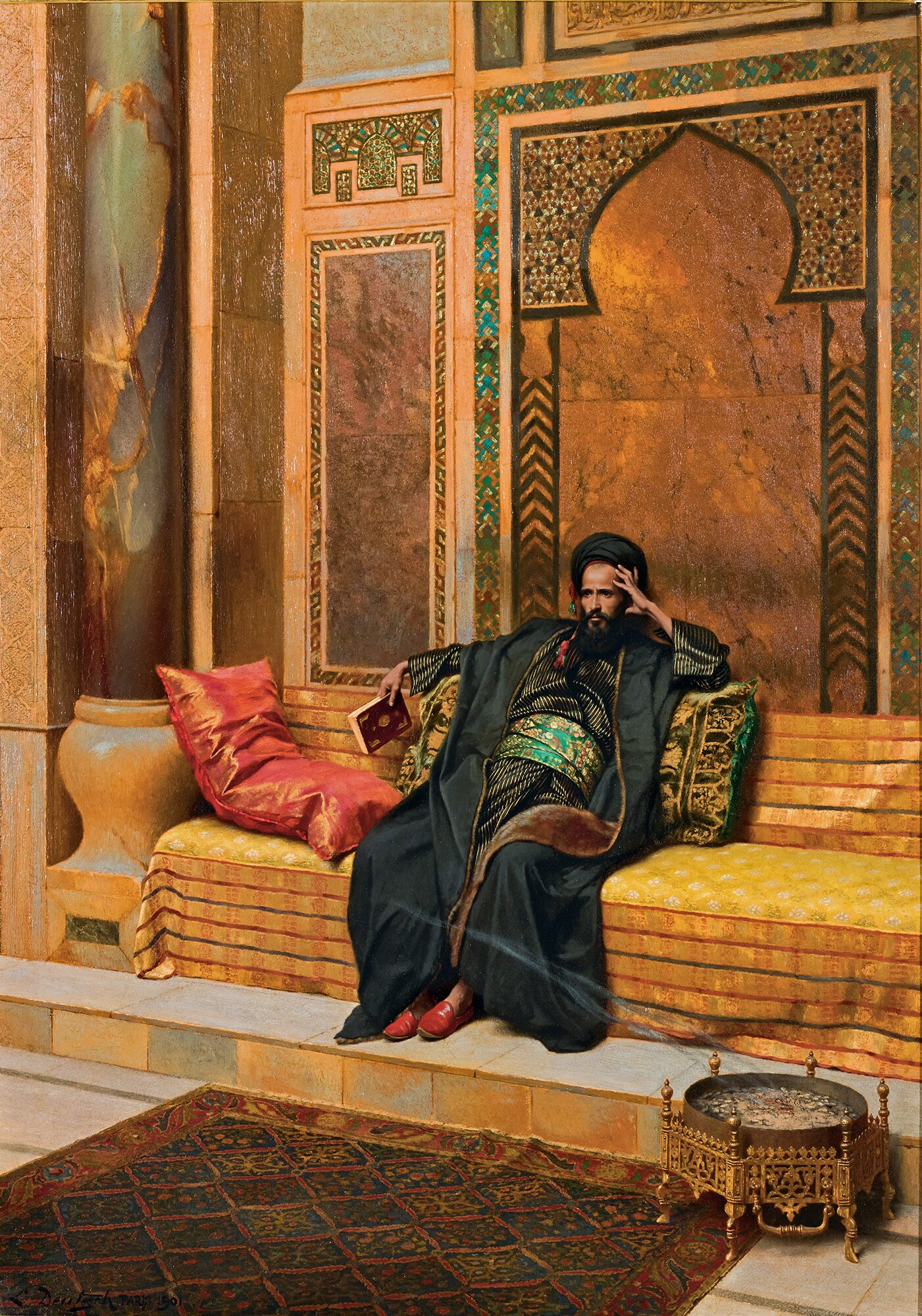
Печаль

## Дальнейшее чтение
- Deutsch, Ludwig. In: Ulrich Thieme (Hrsg.): Allgemeines Lexikon der Bildenden Künstler von der Antike bis zur Gegenwart. Begründet von Ulrich Thieme und * Felix Becker. Band 9: Delaulne–Dubois. E. A. Seemann, Leipzig 1913, S. 175.
- Guenther Wimmer, Martina Haja: Les Orientalistes des Ecoles allemande et autrichienne. Courbevoie 2000. ISBN 978-2-86770-140-5